# Podestà, conti e sindaci di Pola
Di seguito la cronotassi dei podestà, conti, provveditori e sindaci che hanno retto la città di Pola dal 1186 ad oggi.

## Comune soggetto alla Repubblica di Venezia
- Andrea (1186)
- Odolricus (1194)
- Ruggero Morosini, podestà (1199)
- Giovanni della Torre, podestà (1220)
- Giovanni de Rosa, podestà (1223)
- Renier Zen, podestà (1225)[1]
- Marino Mauroceno, conte di Pola e podestà (1226)
- Nassinguerra Sergi, podestà (1233)
- Nassinverra Sergi, podestà (1242)
- Galvagnus Sergi, podestà (1251)
- Sergio Castropola, capitano del popolo (1265)
- Nicolaus Quirinus, podestà (1272)
- Nicolò da Pola, capitano del popolo (1289)
- Martino della Torre, podestà (1293 - 1294)
- Bartolomeo dei Vitrei, podestà (1296)
- Pagano della Torre, podestà (1297)
- Giovanni Soranzo, podestà (1299 - 1300)
- Monfiorito da Coderta, podestà (1304 - 1305)
- Pietro de Castropola, gran console e capitano generale (1305)
- Sergio II Castropola, capitano (1312)
- Sergio II Catropola e Nassinguerra IV Castropola, generale e capitano perpetuo (1313)
- Sergio II Castropola e Nassinguerra IV Castropola, capitano di città (1318)
- Giovanni Querini, podestà (1319)
- G. Morosini, podestà (1326 - 1327)
- Giorgio Baseggio, podestà (1328)
- Orso Giustiniani, podestà (1330)

## Repubblica di Venezia
- Pietro Viti e Biaggio Dettacomandi, capitani del popolo (1331)
- Tomaso Contarini, console (1331)
- Bertuccio Michiel, conte di Pola (1331 - 1332)
- Pietro Civran, conte di Pola (1332 - 1333)
- Giovanni Caroso, conte di Pola (1333 - 1334)
- Giovanni Valaresso, conte di Pola (1334)
- Paolo Diedo, conte di Pola (1335)
- Pietro Bragadin, conte di Pola (1336)
- Giovanni Bragadin, conte di Pola (1336)
- Damiano Natale, conte di Pola (1338 - 1339)
- Marco Mercuzio Duodo, conte di Pola (1339 - 1340)
- Ordelaffo Falier, conte di Pola (1340 - 1341)
- Michele Giustinian, conte di Pola (1341 - 1342)
- Tomaso Gradenigo, conte di Pola (1342 - 1343)
- Filippo da Molin, conte di Pola (1341 - 1344)
- Marco Morosini, conte di Pola (1344 - 1345)
- Andrea Morosini, conte di Pola (1347 - 1348)
- Marino Badoer, conte di Pola (1348 - 1349)
- Andreolo Badoer, conte di Pola (1349 - 1350)
- Giovanni Caroso, conte di Pola (1350 - 1351)
- Andrea Zane, conte di Pola (1351 - 1352)
- Nicolò Zeno, conte di Pola (1352 - 1353)
- Giovanni Zorzi, conte di Pola (1353 - 1354)
- Zuane Legoveli, conte di Pola (1356)
- Pietro Corner, conte di Pola (1361 - 1362)
- Andrea Loredan, conte di Pola (1362 - 1363)
- Ermolao Darmer (Dalmario), conte di Pola (1363 - 1364)
- Vittore Pisani, conte di Pola (1364)
- Dardo Polani, conte di Pola (1364)
- Andrea Loredan, conte di Pola (1364)
- Andrea Gradenigo, conte di Pola (1365)
- Bertuccio Corner, conte di Pola (1365)
- Marin Sanudo, conte di Pola (1366)
- Francesco Venier, conte di Pola (1367)
- Francesco Zane, conte di Pola (1372)
- Marco Corner, conte di Pola (1373)
- Francesco Venier, conte di Pola (1376)
- Domenico Bon, conte di Pola (1377)
- Giovanni Diedo, conte di Pola (1378)
- Maffeo Contarini, conte di Pola (1380)
- Artico da Udine, governatore e capitano (1381)
- Angelo Bragadin, capitano e rettore di Pola (1381)
- Andrea Loredan, conte di Pola (1381 - 1382)
- Pietro Venier, conte di Pola (1383 - 1384)
- Andrea Paradiso, conte di Pola (1384 - 1385)
- Nicolò Foscarini, conte di Pola (1385 - 1386)
- Domenico Bon, conte di Pola (1386 - 1388)
- Giovanni Moro, conte di Pola (1391 - 1394)
- Jacopo Valaresso, conte di Pola (1396)
- Giovanni Moro, conte di Pola (1398)
- Giacomo Zorzi, conte di Pola (1400)
- Ranieri Venier, conte di Pola (1401 - 1402)
- Marco Badoer, conte di Pola (1402 - 1403)
- Bernardo Pisani, conte di Pola (1404)
- Pietro Miani, conte di Pola (1408)
- Mosè Grimani, conte di Pola (1412 - 1413)
- Nicolò Barbo, conte di Pola (1413 - 1414)
- Cristofaro Marcello, conte di Pola (1414 - 1415)
- Andrea Loredan, conte di Pola (1415 - 1416)
- Andrea Loredan, conte di Pola (1418)
- Leone Moro, conte di Pola (1418)
- Biagio Venier, conte di Pola (1418 - 1419)
- Bernardo Sagredo, conte di Pola (1420 - 1421)
- Matteo Barbaro, conte di Pola (1422 - 1423)
- Bartolomeo Vetturi, conte di Pola (1423 - 1424)
- Giacomo Priuli, conte di Pola (1424 - 1425)
- Giovanni Balbi, conte di Pola (1425 - 1426)
- Bertuccio Gabriel, conte di Pola (1426 - 1427)
- Pietro Morosini, conte di Pola (1427 - 1428)
- Nicolò Arimondo, conte di Pola (1428 - 1429)
- Matteo Manolesso, conte di Pola (1429)
- Nicolò Raimondo (Arimondo), conte di Pola (1429)
- Giusto Venier, conte di Pola (1431)
- Marco Navagier, conte di Pola (1432)
- Benedetto Barbaro, conte di Pola (1433)
- Benedetto Barozzi, conte di Pola (1433 - 1434)
- Giovanni Dolfin, conte di Pola (1435)
- Matteo Gradenigo, conte di Pola (1437)
- Benedetto da Mula, conte di Pola (1439)
- Giacomo Priuli, conte di Pola (1439)
- Nicolò Arimondo, conte di Pola (1439 - 1440)
- Leone Viaro, conte di Pola (1441)
- Antonio Condulmer, conte di Pola (1442 - 1443)
- Michele Leon, conte di Pola (1443)
- Giacomo Priuli, conte di Pola (1444 - 1445)
- Michel Caotorta, conte di Pola (1445 - 1446)
- Trojano Bon, conte di Pola (1446 - 1447)
- Marco Barbaro, conte di Pola (1447 - 1448)
- Lorenzo Gradenigo, conte di Pola (1448 - 1449)
- Benedetto Soranzo, conte di Pola (1450 - 1452)
- Lodovico Alvise Venier, conte di Pola (1452 - 1453)
- Alvise Morosini, conte di Pola (1453 - 1454)
- Pietro Zen, conte di Pola (1455 - 1456)
- Marin Balbi, conte di Pola (1456 - 1458)
- Marco Barbaro, conte di Pola (1458)
- Paolo da Riva, conte di Pola (1459)
- Giovanni Zulian, conte di Pola (1461)
- Pietro Gabriel, conte di Pola (1462)
- Bertuccio Gabriel, conte di Pola (1462 - 1463)
- Francesco Leon, conte di Pola (1463 - 1464)
- Federico Valaresso, conte di Pola (1465)
- Francesco Barbo, conte di Pola (1466)
- Giacomo Zorzi, conte di Pola (1468)
- Troilo Malipiero, conte di Pola (1469 - 1471)
- Leonardo de Ca' da Pesaro, conte di Pola (1471)
- Priamo Contarini, conte di Pola (1472)
- Massimo Valier, conte di Pola (1474)
- Francesco Bondumier, conte di Pola (1475)
- Michele Emo, conte di Pola (1477)
- Pietro Gritti, conte di Pola (1478)
- Pietro Corner, conte di Pola (1479)
- Marino Boldù, conte di Pola (1481)
- Fantin Valaresso, conte di Pola (1482 - 1483)
- Giovanni Battista Calbo, conte di Pola (1484)
- Marin Corner, conte di Pola (1486)
- Pietro Guoro, conte di Pola (1487)
- Stefano Priuli, conte di Pola (1488)
- Andrea Malipiero, conte di Pola (1489)
- Giovan Francesco Marcello, conte di Pola (1493)
- Alvise Zorzi, conte di Pola (1494)
- Andrea Diedo, conte di Pola (1494)
- Marco Tron, conte di Pola (1496)
- Bortolo Calbo, conte di Pola (1497)
- Marco Navager, conte di Pola (1499 - 1500)
- Lorenzo Gisi, conte di Pola (1500)
- Fantin Pesaro, conte di Pola (1501 - 1502)
- Francesco da Canal, conte di Pola (1503 - 1504)
- Giovan Francesco Badoer, conte di Pola (1504 - 1506)
- Antonio Venier, conte di Pola (1506 - 1507)
- Vincenzo Salamon, conte di Pola (1507)
- Francesco Zane, conte di Pola (1508 - 1510)
- Giovanni Zorzi, conte di Pola (1510)
- Giovanni Bolani (1512)
- Giovanni Bragadin, conte di Pola (1513)
- Antonio Badoer, conte di Pola (1515)
- Nicolò Dolfin, conte di Pola (1516)
- Giacomo Zen, conte di Pola (1518)
- Alvise Salamon, conte di Pola (1519)
- Carlo Bembo, conte di Pola (1521)
- Leonardo Loredan, conte di Pola (1522 - 1524)
- Pietro Contarini, conte di Pola (1527)
- Pietro Salamon, conte di Pola (1528)
- Giovan Francesco Balbi, conte di Pola (1529)
- Cristofaro Civran, conte di Pola (1530)
- Michel Quirini, conte di Pola (1532)
- Marc'Antonio Zorzi, conte di Pola (1533)
- Alvise Morosini, conte di Pola (1534)
- Bernardo Morosini, conte di Pola (1535 - 1536)
- Benedetto Balbi, conte di Pola (1536 - 1537)
- Marin Bragadin, conte di Pola (1537 - 1538)
- Gabriel Zorzi, conte di Pola (1539)
- Alvise Morosini, conte di Pola (1540)
- Daniel Quirino, conte di Pola (1541)
- Carlo Zen, conte di Pola (1543 - 1544)
- Leonardo Pisani, conte di Pola (1544 - 1545)
- Marc'Antonio Emiliani, conte di Pola (1545)
- Marc'Antonio Paruta, conte di Pola (1547)
- Gerolamo Calbo, conte di Pola (1548 - 1549)
- Gerolamo Michiel, conte di Pola (1549)
- Matteo Mocenigo, conte di Pola (1551)
- Nicolò Venier, conte di Pola (1552)
- Nicolò Michiel, conte di Pola (1553 - 1554)
- Pietro Mocenigo, conte di Pola (1555)
- Gerolamo Zorzi, conte di Pola (1556)
- Giovanni Manolesso, conte di Pola (1558)
- Giovanni Dona', conte di Pola (1559)
- Luca de Mezzo, conte di Pola (1560 - 1561)
- Sebastian Trevisan, conte di Pola (1562)
- Francesco Capello, conte di Pola (1563 - 1564)
- Lorenzo Raimondo, conte di Pola (1565)
- Francesco Bembo, conte di Pola (1566)
- Benedetto Malipiero, conte di Pola (1567)
- Giustiniano Badoer, conte di Pola (1568)
- Paolo Zane, conte di Pola (1569)
- Alvise Zancaruol, conte di Pola (1569 - 1571)
- Troilo Malipiero, conte di Pola (1571)
- Cesare Michiel, conte di Pola (1572)
- Nicolò Duodo, conte di Pola (1573)
- Girolamo Malipiero, conte di Pola (1575)
- Nicolò Michiel, conte di Pola (1577)
- Albano Michiel, conte di Pola (1578)
- Giovan Battista Calbo, conte di Pola (1580)
- Marino Malipiero, provveditore (1581) e conte di Pola (1582 - 1583)
- Sante Tron, conte di Pola (1584)
- Orsato Memo, conte di Pola (1585)
- Filippo Diedo, conte di Pola (1588)
- Paolo Pisani, conte di Pola (1590)
- Domenico Diedo, conte di Pola (1591)
- Ferrigo Malatesta, conte di Pola (1592)
- Alessandro Pasqualigo, conte di Pola (1594)
- Giacomo Malipiero, conte di Pola (1595)
- Stefano Bollani, conte di Pola (1596)
- Andrea Bembo, conte di Pola (1597)
- Vettor Morosini, conte di Pola (1598)
- Francesco Duodo, conte di Pola (1599)
- Zaccaria Giustinian, conte di Pola (1600 - 1603)
- Pietro Donado, conte di Pola (1605 - 1606)
- Lorenzo Ghisi, conte di Pola (1606 - 1607)
- Giacomo Grimani, conte di Pola (1607)
- Lunardo Malipiero, conte di Pola (1612)
- Pietro Boldù, conte di Pola (1614)
- Antonio Longo, conte di Pola (1615)
- Girolamo Pollani, conte di Pola (1616)
- Vido Avogaro, conte di Pola (1616)
- Luca Pollani, conte di Pola (1618)
- Sebastian Querini, conte di Pola (1620)
- Francesco Bragadin, conte di Pola (1621)
- Cristoforo Duodo, conte di Pola (1623)
- Alvise Dolfin, conte di Pola (1624)
- Angelo da Mosto, capitano di Raspo (1625)
- Girolamo Pollani, conte di Pola (1625)
- Bartolomeo Magno, conte di Pola (1626)
- Vlatico Cossazza, conte di Pola (1628)
- Giovanni Pietro Barozzi, conte di Pola (1633)
- Luca Polani, conte di Pola (1634 - 1635)
- Angelo Donà, conte di Pola (1635)
- Filippo Salomon, conte di Pola (1636)
- Giovan Battista Marin, conte di Pola (1637)
- Paolo Minio, conte di Pola e provveditore (1638)
- Vincenzo Bragadin, conte di Pola e provveditore (1638)
- Francesco Querini, conte di Pola e provveditore (1640)
- Pietro Basadonna, conte di Pola e provveditore (1640 - 1641)
- Antonio Bragadin, conte di Pola e provveditore (1641 - 1642)
- Giovanni Contarini, conte di Pola e provveditore (1643)
- Gerolamo Zusto, conte di Pola e provveditore (1644 - 1646)
- Domenico Orio, conte di Pola e provveditore (1646 - 1647)
- David Trevisan, conte di Pola e provveditore (1648 - 1649)
- Andrea Gritti, conte di Pola e provveditore (1649)
- Vincenzo Malipiero, conte di Pola e provveditore (1651)
- Lorenzo Malipiero, conte di Pola e provveditore (1652)
- Ottavian Zorzi, conte di Pola e provveditore (1653)
- Filippo Balbi, conte di Pola e provveditore (1654 - 1655)
- Nicolò Foscarini, conte di Pola e provveditore (1655 - 1656)
- Benedetto Contarini, conte di Pola e provveditore (1657)
- Almorò Barbaro, conte di Pola e provveditore (1658)
- Antonio da Mosto, conte di Pola e provveditore (1659)
- Baldissera Dolfin, conte di Pola e provveditore (1661)
- Nicolò Bragadin, conte di Pola e provveditore (1662)
- Angelo Bembo, conte di Pola e provveditore (1663 - 1664)
- Carlo Corner, conte di Pola e provveditore (1665)
- Giovanni Soranzo, conte di Pola e provveditore (1666 - 1667)
- Marchio' Coppo, privremeni conte di Pola e provveditore (1667)
- Giacomo Foscarini, conte di Pola e provveditore (1667 - 1668)
- Matteo Soranzo, conte di Pola e provveditore (1669)
- Lucio Balbi, conte di Pola e provveditore (1670)
- Marco Loredan, conte di Pola e provveditore (1672)
- Marin Riva, conte di Pola e provveditore (1673)
- Bernardo Gritti, conte di Pola e provveditore (1674)
- Camillo Zane, conte di Pola e provveditore (1676)
- Paolo Pasqualigo, conte di Pola e provveditore (1677 - 1678)
- Giovan Andrea Trevisan, conte di Pola e provveditore (1678 - 1679)
- Alessandro Priuli, conte di Pola e provveditore (1680 - 1681)
- Benetto Trevisan, conte di Pola e provveditore (1681 - 1682)
- Giacomo Morosini, conte di Pola e provveditore (1682 - 1683)
- Alessandro Priuli, conte di Pola e provveditore (1684 - 1685)
- Marco Balbi, conte di Pola e provveditore (1685 - 1686)
- Fernando Priuli, conte di Pola e provveditore (1686 - 1687)
- Angelo Corner, conte di Pola e provveditore (1688 - 1689)
- Gerolamo Marcello, conte di Pola e provveditore (1689 - 1690)
- Giacomo Vitturi, conte di Pola e provveditore (1690 - 1691)
- Pellegrin Baseggio, conte di Pola e provveditore (1692 - 1693)
- Lodovico Balbi, conte di Pola e provveditore (1693 - 1695)
- Stae Duodo, conte di Pola e provveditore (1695)
- Alessandro Dona', conte di Pola e provveditore (1695 - 1696)
- Francesco Trevisan, conte di Pola e provveditore (1696 - 1697)
- Giovanni Barbaro, conte di Pola e provveditore (1697)
- Gerolamo Barbaro, conte di Pola e provveditore (1697 - 1699)
- Marco Bragadin, conte di Pola e provveditore (1699)
- Marco Priuli, capitano temporaneo (1700)
- Tomaso Morosini, conte di Pola e provveditore (1700 - 1701)
- Giulio Pasqualigo, conte di Pola e provveditore (1701 - 1702)
- Daniele Balbi, conte di Pola e provveditore (1703 - 1704)
- Giacomo Barbaro, conte di Pola e provveditore (1704 - 1705)
- Andrea Baseggio, conte di Pola e provveditore (1706 - 1707)
- Domenico Semitecolo, conte di Pola e provveditore (1708 - 1709)
- Pietro Loredan, conte di Pola e provveditore (1709 - 1710)
- Bernardo Balbi, conte di Pola e provveditore (1710 - 1711)
- Marin Badoer, conte di Pola e provveditore (1712 - 1713)
- Nicolò Giustinian, conte di Pola e provveditore (1713 - 1714)
- Domenico Trevisan, conte di Pola e provveditore (1714 - 1715)
- Marc'Antonio Semitecolo, conte di Pola e provveditore (1716 - 1717)
- Giustin Donà, conte di Pola e provveditore (1717 - 1718)
- Dandolo Giustino, conte di Pola e provveditore (1718)
- Nicolò Venier, conte di Pola e provveditore (1718 - 1719)
- Giovanni Vitturi, conte di Pola e provveditore (1720)
- Gio Batta Baseggio, conte di Pola e provveditore (1720 - 1722)
- Giacomo Pasqualigo, conte di Pola e provveditore (1722 - 1723)
- Angelo Donà, conte di Pola e provveditore (1724)
- Giovanni Baseggio, conte di Pola e provveditore (1725 - 1726)
- Giovanni Falier, conte di Pola e provveditore (1728)
- Andrea Trevisan, conte di Pola e provveditore (1729 - 1731)
- Michel Angelo Semenzi, conte di Pola e provveditore (1732)
- Iseppo Priuli, conte di Pola e provveditore (1732)
- Almorò Tiepolo, conte di Pola e provveditore (1732 - 1733)
- Benedetto Marcello, conte di Pola e provveditore (1733 - 1735)
- Girolamo Soranzo, conte di Pola e provveditore (1735 - 1737)
- Francesco Antonio Pasqualigo, conte di Pola e provveditore (1737 - 1738)
- Giovan Battista Malipiero, conte di Pola e provveditore (1738 - 1739)
- Pasqual Cicogna, conte di Pola e provveditore (1739 - 1741)
- Giovan Francesco Sagredo, conte di Pola e provveditore (1741 - 1742)
- Alvise Bragadin, conte di Pola e provveditore (1747 - 1749)
- Pietro Antonio Bembo, conte di Pola e provveditore (1749 - 1750)
- Giovan Francesco Moro, conte di Pola e provveditore (1750 - 1752)
- Domenico Soranzo, conte di Pola e provveditore (1752 - 1753)
- Francesco Donà, conte di Pola e provveditore (1753 - 1754)
- Antonio Cicogna, conte di Pola e provveditore (1754 - 1756)
- Bembo Valier, conte di Pola e provveditore (1756 - 1757)
- Antonio Longo, conte di Pola e provveditore (1757 - 1759)
- Lunardo Balbi, conte di Pola e provveditore (1760)
- Giovan Domenico Loredan, conte di Pola e provveditore (1760 - 1761)
- Simon Marin, conte di Pola e provveditore (1761 - 1763)
- Giovanni Querini, conte di Pola e provveditore (1763 - 1764)
- Girolamo Marcello, conte di Pola e provveditore (1764 - 1766)
- Gaetano Minotto, conte di Pola e provveditore (1766 - 1767)
- Mario Contarini, conte di Pola e provveditore (1767 - 1768)
- Giovanni Balbi, conte di Pola e provveditore (1768 - 1770)
- Girolamo Zorzi, conte di Pola e provveditore (1770 - 1771)
- Antonio Corner, conte di Pola e provveditore (1771 - 1773)
- Pietro Porta, conte di Pola e provveditore (1773 - 1774)
- Pietro Alessandro Manolesso, conte di Pola e provveditore (1775 - 1776)
- Pasquale Cicogna, conte di Pola e provveditore (1776 - 1778)
- Nicolò Pisani, conte di Pola e provveditore (1778 - 1779)
- Vincenzo Donà, conte di Pola e provveditore (1779 - 1780)
- Giovanni Cicogna, conte di Pola e provveditore (1781 - 1782)
- Francesco Bembo, conte di Pola e provveditore (1782 - 1783)
- Antonio Morosini, conte di Pola e provveditore (1784 - 1785)
- Alessandro Bon, conte di Pola e provveditore (1785 - 1786)
- Marchio' Balbi, conte di Pola e provveditore (1786 - 1787)
- Angelo Maria Orio, conte di Pola e provveditore (1788 - 1789)
- Antonio Barbaro, conte di Pola e provveditore (1789 - 1790)
- Almorò Gabriele Ranieri, conte di Pola e provveditore (1790 - 1791)
- Francesco Balbi, conte di Pola e provveditore (1792 - 1793)
- Andrea Dolfin, conte di Pola e provveditore (1793 - 1794)
- Zuan Alvise da Mosto, conte di Pola e provveditore (1794 - 1795)
- Antonio Cicogna, conte di Pola e provveditore (1796 - 1797)

## Monarchia asburgica
- Antonio Cicogna, direttore politico (1797 - 1805)

## Regno d'Italia (1805-1814)
- Giuseppe Lombardo, delegato (1807)
- Pietro Crescevani, podestà (1808)

## Province illiriche
- Domenico Bradamante, podestà (1809)
- Giuseppe Muazzo - Cinei, sindaco (1811 - 1813)

## Impero austriaco
- Domenico Bradamante, primo consigliere e capo rappresentante (1814)
- Tiziano Vareton, podestà (1814 - 1816)
- Andrea Razzo, podestà (1816 - 1822)
- Francesco Crescevani, podestà (1822 - 1830)
- Andrea Razzo, podestà (1831 - 1840)
- Guglielmo Lombardo, podestà (1840 - 1845)
- Giovanni Lombardo, podestà (1846 - 1861)
- Francesco Marinoni, podestà (1861 - 1864)
- Nicolò Rizzi, podestà (1864 - 1869)
- Angelo Demartini, podestà (1869 - 1876)
- Antonio Barsan, podestà (1876 - 1879)
- Vladimiro Czermak, commissario governativo (1879 - 1884)
- Giovanni Augusto Wassermann, podestà (1884 - 1887)
- Antonio Barsan, podestà (1887 - 1889)
- Lodovico Rizzi, podestà (1889 - 1904)
- Domenico Stanich, presidente del consiglio direttivo (1904 - 1905)
- Domenico Stanich, podestà (1905 - 1906)
- Domenico Stanich, presidente del consiglio amministrativo (1906 - 1909)
- Giuseppe Bregato, presidente del consiglio (1909)
- Guglielmo Vareton, presidente del consiglio (1909 - 1910)
- Guglielmo Vareton, podestà (1910 - 1912)
- Rodolfo Gorizzutti, reggitore del comune (1912 - 1916)
- Gualtiero Pfeifer, reggitore del comune (1916 - 1917)
- Walter Pfeifer, reggitore del comune (1917 - 1918)

## Regno d'Italia (1918-1946)
- Domenico Stanich, direttore comunale (1918)
- Luigi Amelotti, commissario amministrativo (1919 - 1922)
- Giuseppe Carvin, sindaco (1922 - 1923)
- Lodovico Rizzi, commissario prefettizio (1923 - 1926)
- G. Antonio Merizzi, commissario prefettizio (1926 - 1928)
- Luigi Bilucaglia, podestà (1928 - 1934)
- Giovanni D'Alessandro, commissario prefettizio (1934 - 1935)
- Luigi Draghicchio, podestà (1935 - 1942)
- Egidio Iaci, commissario prefettizio (1942 - 1943)
- Antonio De Berti, commissario prefettizio (1943)

## Zona d'operazioni del Litorale adriatico
- Augusto De Manerini, commissario prefettizio (1944 - 1945)

## Occupazione dell'Armata Popolare Jugoslava
- Francesco Neffat, presidente del NOO (Narodno-Oslobodilačkih Odbor) - Comitato di Liberazione Nazionale (5 maggio - 20 giugno 1945)

## Occupazione militare alleata
- Giorgio Dagri, presidente di zona (9 settembre 1945 - 10 febbraio 1947)

## Jugoslavia
- Francesco Neffat, presidente del consiglio nazionale di Pola (10 febbraio 1947 - 1954)
- Mirko Perković, presidente del consiglio nazionale di Pola (1954 - 1958)
- Anton Bubić, presidente del consiglio nazionale di Pola (1958 - 1962)
- Ivan Brljafa, presidente del consiglio nazionale di Pola (1963) e presidente del comune di Pola
- Anton Vidulić, presidente del comune di Pola (1963 - 1965)
- Anton Pavlinić, presidente del comune di Pola (1965 - 1969)
- Josip Lazarić, presidente del comune di Pola (1969 - 1974)
- Josip Kolić, presidente del comune di Pola (1974 - 1982)
- Stanko Kuftić, presidente del comune di Pola (1982 - 1983)
- Šime Vidulin, presidente del comune di Pola (1983 - 1984)
- Anton Šuran, presidente del comune di Pola (1984 - 1985)
- Vinko Jurcan, presidente del comune di Pola (1985 - 1986)
- Ivica Percan, presidente del comune di Pola (1986 - 1990)

## Croazia
- Luciano Delbianco, presidente del comune di Pola e sindaco della città di Pola (1990 - 1993)
- Igor Štoković, sindaco della città di Pola (1993 - 1996)
- Giancarlo Župić, sindaco della città di Pola (1997 - 2001)
- Luciano Delbianco, sindaco della città di Pola (2001 - 2005)
- Valter Drandić, sindaco della città di Pola (2005 - 2006)
- Boris Miletić, sindaco della città di Pola (2006 - 2021)
- Filip Zoričić, sindaco della città di Pola (2021 - )